# Lexipedia
Lexipedia è una rete semantica online dotata di dizionario e thesaurus, basata su interfaccia con software wiki, il contenuto testuale delle voci di Wikipedia e la tecnologia multilingue ConceptNet di Vantage Learning.
Lexipedia implementa una versione estesa della rete sematica inglese WordNet e supporta sei lingue di wikipedia: inglese, francese, tedesco, italiano, spagnolo e olandese.
Al 2019, l'utente può selezionare la ricerca delle parole aventi un numero di caratteri variabile da 1 a 64 e di visualizzare il numero di articoli e la frequenza (il numero di occorrenze) con le quali esse sono utilizzate nell'intera enciclopedia. La lista è esportabile in un file di testo.
L'utente può navigare all'interno delle voci, che riportano in formato tabellare le prime cinque parole più utilizzate nel corpo del testo, il numero di voci totali nelle quali il termine ricorre, e un indice di rilevanza.
Ad eccezione di alcuni inserimenti pubblicitari statici, le voci sono puramente testuali, prive di immagini, collegamenti esterni o note a piè di pagina.

Non è indicata la data di aggiornamento né la licenza di distribuzione della copia testuale di wikipedia sulla quale vengono effettuate le elaborazioni. Tale copia non è sincronizzata con la versione online dell'enciclopedia.